# Ljubomir Vranješ
 Ljubomir Vranješ  (Göteborg, 3. listopada 1973.), bivši rukometaš švedske reprezentacije i njemačkog rukometnog kluba SG Flensburg-Handewitta. Unatoč svojoj visini od samo 1,68 m igrao je na poziciji srednjeg vanjskog. Danas je rukometni trener.
Kao talentiran fotograf slikao je momčad SG Flensburg-Handewitta za kalendar 2007. 24. svibnja 2013. zamijenio je Veselina Vukovića na mjestu izbornika srbijanske reprezentacije.

## Dosadašnji klubovi
- Kortedala (-1989.)
- Redbergslids IK Göteborg (1989. – 1999.)
- BM Granollers (1999. – 2001.)
- HSG Nordhorn (2001. – 2006.)
- SG Flensburg-Handewitt (2006.- 2009.)

## Uspjesi
- Europski prvak 1998., 2002. i 2002.
- Svjetski prvak 1999.
- Finalist Lige prvaka 2007.
- Prvak Švedske 1993., 1995., 1996., 1997. i 1998.
- Švedski kup 1996., 1997. i 1998.

## Vanjske poveznice
- Ljubomir Vranješ na stranicama SG Flensburg-Handewitta  Arhivirana inačica izvorne stranice od 18. veljače 2008. (Wayback Machine)